# Carlos Saura
Carlos Saura (n. 4 ianuarie 1932, Huesca, Aragon, Spania – d. 10 februarie 2023, Collado Mediano⁠(d), Spania) a fost un regizor spaniol. Filmele sale au majoritatea trăsături a curentului neorealist cu caractere mitologice în stilul lui Luis Buñuel.

## Date biografice
Tatăl lui Carlos a fost ministru de finanțe iar mama sa o pianistă. În timpul războiului civil spaniol familia sa se mută la Madrid apoi la Valencia, iar mai târziu la Barcelona. După terminarea războiului Carlos Saura va trăi o perioadă la rudenii simpatizanți de-ai lui Franco, separat de familie. Această perioadă petrecută la rude se va resimți mai târziu în unele din filmele sale. Într-un interviu el declară "niciodată n-am priceput cum se poate ca peste noapte, cei buni să devină răi, iar cei răi, buni". Carlos Saura a studiat ingineria, câștigându-și existența ca fotograf și ca organizator de serate de dans. El a executat și fotografii artistice prin anul 1952, pe care le-a expus în expoziții împreună cu fratele său Antonio Saura. În 1957 a promovat dramaturgia și a fost docent la IIEC, ca scenarist și ulterior regizor.

## Filmografie
- 1956: La tarde del domingo
- 1958: Cuenca (documentar)
- 1959: Derbedeii (Los golfos)
- 1963: Baladă pentru un bandit (Llanto por un bandido)
- 1965: Vânătoarea (La caza)
- 1967: Peppermint Frappé
- 1968: Stress es tres, tres
- 1969: Vizuina (La madriguera)
- 1970: Grădina plăcerilor (El jardín de las delicias)
- 1972: Ana și lupii (Ana y los lobos)
- 1973: Verișoara Angelica (La prima Angélica)
- 1975: Cine crește corbi... (Cría cuervos)
- 1977: Elisa, viața mea (Elisa, vida mía)
- 1978: Cu ochii legați (Los ojos vendados)
- 1979: Mama împlinește 100 de ani (Mamá cumple cien años)
- 1980: În graba mare (Deprisa, deprisa)
- 1981: Nuntă însângerată (Bodas de sangre)
- 1981: Plăcutele ore de odihnă (Dulces horas)
- 1982: Antonieta
- 1983: Carmen (Carmen)
- 1984: Picioroangele (Los zancos)
- 1986: Amorul vrăjitor (El amor brujo)
- 1988: El Dorado
- 1989: Noapte întunecată (La noche oscura)
- 1990: Ay Carmela!
- 1991: Femei din Sevilla (Sevillanas)
- 1991: Sudul (El sur) – film TV
- 1992: Maratón
- 1993: Trage! (Dispara!)
- 1995: Flamenco
- 1996: Taxi
- 1997: Pajarico
- 1998: Tango
- 1999: Goya la Bordeaux (Goya en Burdeos)
- 2001: Buñuel și masa regelui Solomon (Buñuel y la mesa del rey Salomón)
- 2004: A șaptea zi (El séptimo día)
- 2005: Iberia
- 2007: Fados
- 2009: Io, Don Giovanni
- 2010: Flamenco, Flamenco
- 2015 Zonda, folclore argentino
- 2016 Jota de Saura
- 2018 Renzo Piano, an Architect for Santander
- 2018 33 días[23]
- 2020 El Rey de todo el mundo

## Distincții
- 1966: Silberner Bär (Ursul de argint) la Berlinale
- 1968: Silberner Bär (Ursul de argint)
- 1974: Premiu special al juriului la Festivalul Internațional de Film de la Cannes
- 1985: BAFTA-Film Award
- 1991: Premiul Goya
- 1995: World Film Festival Montreal
- 2000: Festivalul Internațional de Film de la Karlovy Vary
- 2004: Premiul Academiei Europene de Film